# Navalcán
Navalcán es un municipio y localidad española de la provincia de Toledo, en la comunidad autónoma de Castilla-La Mancha. El término municipal tiene una población de 1863 habitantes (INE 2024).

## Toponimia
El término "Navalcán" parece ser un compuesto del Nava del Can. Nava se refiere a una llanura entre cerros  y can, la hipótesis más verosímil es la de su derivación del latín CANEM, 'perro', aunque también podría proceder de la base preindoeuropea *can o *cant, 'piedra, roca'. El topónimo podría deberse a la cañada para uso de ganado cercana la población junto con la cultura pastoril de la zona, donde la imagen del perro está íntimamente ligada con ella.

## Geografía

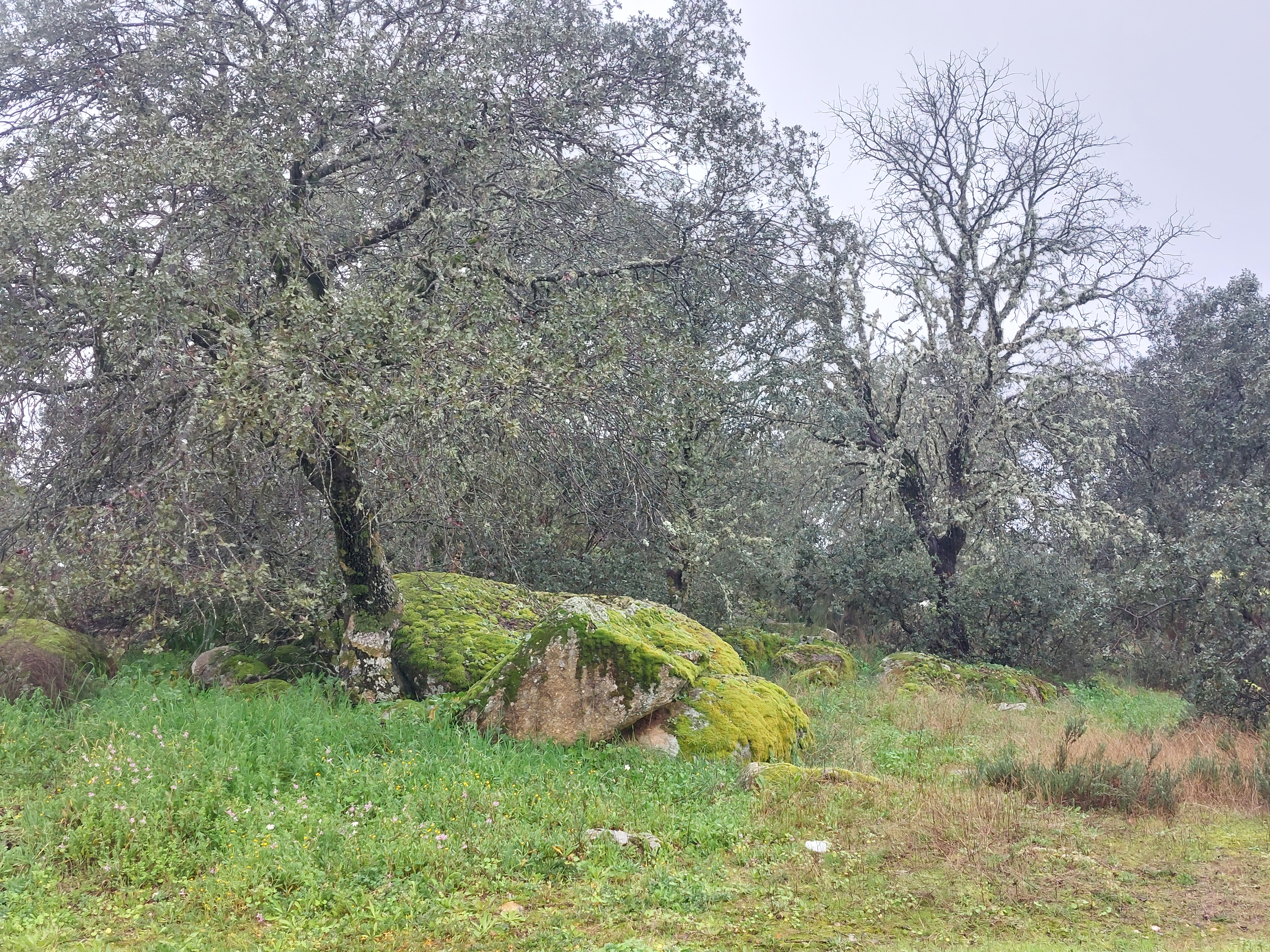
Paraje en Navalcán

Navalcán se encuentra situado «en un bajo rodeado de pequeñas alturas». La localidad está situada a una altitud de 393 m sobre el nivel del mar.
El municipio pertenece a la comarca de la Campana de Oropesa y linda con los términos municipales de Arenas de San Pedro al norte en la provincia de Ávila, Parrillas al este y Oropesa al sur y oeste en la de Toledo. La localidad da nombre al embalse de Navalcán.
| Noroeste: Arenas de San Pedro | Norte: Arenas de San Pedro | Noreste: Arenas de San Pedro |
| Oeste: Oropesa                |                            | Este: Parrillas              |
| Suroeste: Oropesa             | Sur: Oropesa               | Sureste: Parrillas           |

Al sur se encuentra el embalse de Navalcán donde desemboca y sale el río Guadyerbas hacia el Tiétar. También desemboca en este mismo embalse el arroyo de Casas, cuyo tramo final se encuentra en el término municipal. Comprende una parte de los montes de Oropesa que se extienden de este a oeste.

## Historia
Navalcán fue desde sus orígenes un pueblo pastoril. El camino ganadero, hoy cañada, debió de ser muy importante en su día, ya que sirvió de base a la transhumancia y después, de eje a las vías romanas. La repoblación del territorio fue obra del concejo de Ávila. Enrique II, en 1366, dio a García Álvarez de Toledo el señorío de Oropesa y su tierra, en donde quedaba Navalcán.[cita requerida] En 1594 se beneficia en su término una mina de plata. En 1653, Navalcán quedó convertido en villa realenga y fuera del dominio de la jurisdicción feudal.
Hacia mediados del siglo XIX, el lugar tenía contabilizada una población de 1299 habitantes. La localidad aparece descrita en el decimosegundo volumen del Diccionario geográfico-estadístico-histórico de España y sus posesiones de Ultramar de Pascual Madoz de la siguiente manera:

NAVALCAN: v. con ayunt. en la prov. de Toledo (16 leg.), part. jud. de Talavera de la Reina (4), dióc. de Avila (14), aud. terr. de Madrid (24), c. g. de Castilla la Nueva. sit. en un bajo rodeado de pequeñas alturas, es de clima templado, reina el viento O., y se padecen catarrales y estacionales: tiene 300 casas, la de ayunt. que sirve de cárcel, la del pósito, una escuela dotada con 1,000 rs. de los fondos públicos, á la que asisten 80 niños de ambos sexos; igl. parr. dedicada á Ntra. Sra. del Monte, con curato de entrada y provision ordinaria, y en los afueras al N. una ermita titulada de San Pedro Apóstol, llamada vulgarmente de la Venerable Isabel por decirse que nació esta señora en el sitio que ocúpala ermita. Se surte de aguas potables en una fuente y pozos de las inmediaciones. Confina el térm. por N. y E. con el de Arenas de San Pedro (Avila); S. y O. Oropesa á dist. de 1/2 leg. próximamente por todos los puntos, y comprende una parte de los llamados montes de Oropesa que se estienden de E. á O. cubiertos de encina, jara y retama: le bañan el r. Tietar al N., y el Guadiervás al S.: el terreno es arenisco, de mediana calidad: los caminos vecinales, de herradura, dirigiéndose al N. el que sube al puerto del Pico para pasar á la prov. de Avila: el correo: se recibe en Oropesa por baligero 2 veces á la semana. prod. trigo, centeno, legumbres, higos, vino y seda; se mantiene ganado lanar, cabrio, vacuno y de cerda, que es el mas preferido, v se cria caza mayor y menor, y la buena pesca de los r. pobl.: 312 vec., 1,299 alm. cap.prod.: 961,085 reales. imp. 25,277. contr. segun el cálculo oficial de la prov. 74'48 por 100. presupuesto municipal 16,054 que se cubre con 13,702 que prod. los bienes de propios, y el resto por repartimiento vecinal.
(Madoz, 1849, p. 52)

## Demografía
Cuenta con una población de 1863 habitantes (INE 2024).
| Gráfica de evolución demográfica de Navalcán entre 1842 y 2021                                                        |
| |
| Población de derecho según los censos de población del INE. Población de hecho según los censos de población del INE. |

## Administración
| Periodo   | Nombre                                                                   | Partido |
| --------- | ------------------------------------------------------------------------ | ------- |
| 1979-1983 | Francisco Muñoz Sánchez                                                  | UCD     |
| 1983-1987 | Sixto López Martín                                                       | AP      |
| 1987-1991 | Sixto López Martín                                                       | PP      |
| 1991-1995 | Sixto López Martín                                                       | PP      |
| 1995-1999 | Eugenio Peña Martín                                                      | PP      |
| 1999-2003 | Eugenio Peña Martín (1999-2001) Jaime David Corregidor Muñoz (2001-2003) | PP PSOE |
| 2003-2007 | Jaime David Corregidor Muñoz                                             | PSOE    |
| 2007-2011 | Jaime David Corregidor Muñoz                                             | PSOE    |
| 2011-2015 | Manuel Arroyo                                                            | PP      |
| 2015-2019 | Jaime David Corregidor Muñoz                                             | PSOE    |
| 2019-2023 | Jaime David Corregidor Muñoz                                             | PSOE    |

## Monumentos y lugares de interés

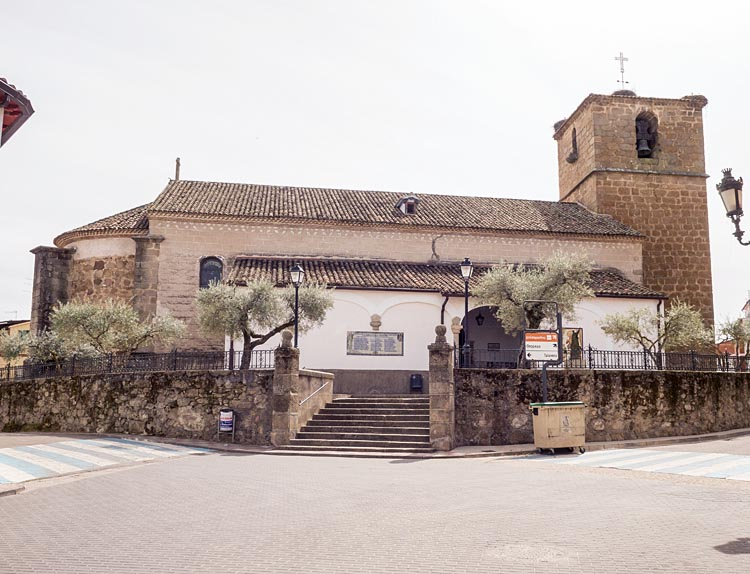
Iglesia parroquial de Nuestra Señora del Monte

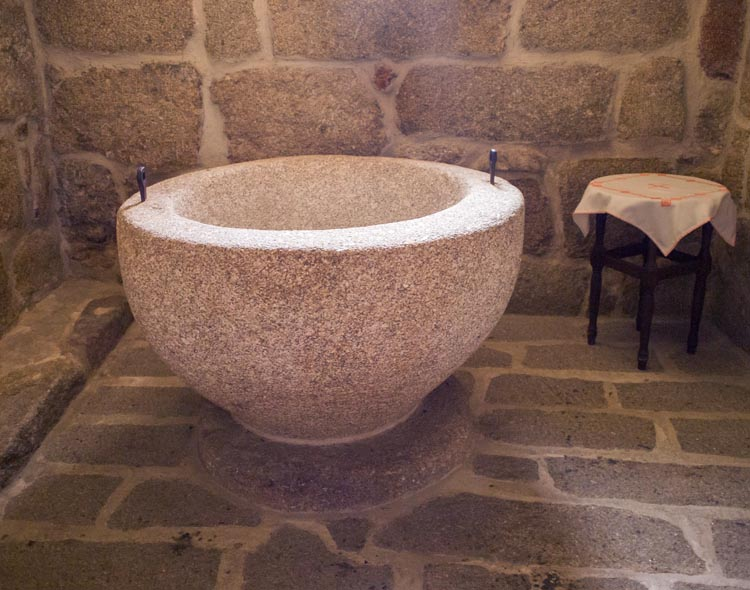
Antigua pila bautismal. Iglesia parroquial de Nuestra Señora del Monte.

- Iglesia parroquial de Nuestra Señora del Monte[3] (talla del Cristo de la Viga del siglo XIV).
- Varios puentes romanos.
- Ermita de San Pedro Apóstol: «denominada vulgarmente de la Venerable Isabel por decirse que nació esta señora en el sitio que ocupa la ermita».[3]
- Ermita de San Isidro.
- Ruta de las Alquerías.
- Puente Romano.
- Museo etnográfico de Navalcán.

## Fiestas
- 25 de enero: San Pablo.
- 15 de mayo: Romería de San Isidro.
- 15 de agosto: Nuestra Señora Del Monte
- 16 de agosto: San Roque

## Personas notables
- Sor Isabel de Jesús (1586-1648), monja agustina recoleta.
- José Antonio García Muñoz, más conocido como Ciudadano García, periodista que dirige y presenta Esto me suena en Radio Nacional de España y colabora en la sección Saber cocinar del programa La mañana de La 1 de TVE 1. En enero de 2012 inauguró una calle dedicada a él en Navalcán.[7]
- Pilar Peña, jugadora de waterpolo que juega en el Club Natación Sabadell. Medalla de plata en los Juegos Olímpicos de Londres 2012,[8] Subcampeona de Europa y Campeona del Mundo con la selección española de waterpolo femenino en el Campeonato Mundial de Natación de Barcelona 2013. Aunque nació en Madrid y se crio en Alcorcón, sus padres y abuelos son naturales de Navalcán.